# Пам'ятки історії Буського району
У Буському районі Львівської області нараховується 14 пам'яток історії.
| #  | назва | датування       | адреса                                      | охоронний номер | Номер і дата рішення             |
| -- | --- | --------------- | ------------------------------------------- | --------------- | -------------------------------- |
| 1  | Братська могила летунів УГА і воїнів УПА (пам., мармурова крихта, камінь)                                                  | лютий 1919 р.   | смт Красне, кладовище                       | 1447            | Розпорядження № 528, 19.07.1995  |
| 2  | Братська могила радянських воїнів (пам., 1975, з/бетон)                                                                    | серпень 1920 р. | с. Топорів, кладовище                       | 302             | Рішення № 183, 05.05.1972        |
| 3  | Дільниця на кладовищі, де поховані радянські воїни та партизани (22-бр. могили; пам., 1958, граніт, з/бетон)               | 1941—1944 рр.   | м. Буськ, міське кладовище                  | 298             | Рішення № 183, 05.05.1972        |
| 4  | Братська могила радянських воїнів (пам., 1949, мармурова крихта)                                                           | 1944 р.         | смт Красне                                  | 300             | Рішення № 183, 05.05.1972        |
| 5  | Дільниця на кладовищі, де поховані радянські воїни (5-бр. могил, пам., 1956, мармурова крихта)                             | 1941—1945 рр.   | с. Новий Милятин, сільське кладовище        | 301             | Рішення № 183, 05.05.1972        |
| 6  | Кладовище радянських воїнів і партизанів (2 бр. та 42 індивід. могили; пам., ск. Я. Чайка, 1965, граніт, мармурова крихта) | 1942—1950 рр.   | смт Олесько, кладовище                      | 299             | Рішення № 183, 05.05.1972        |
| 7  | Братська могила жертв репресій (пам., 1991)                                                                                | 1939 р.         | с. Безброди, кладовище                      | 1448            | Розпорядження № 1039, 06.10.1997 |
| 8  | Братська могила жертв репресій (пам., 1993, камінь)                                                                        | червень 1941 р. | м. Буськ, вул. Петрушевича, старе кладовище | 1449            | Розпорядження № 1039, 06.10.1997 |
| 9  | Братська могила воїнів УПА (пам., 1995)                                                                                    |                 | м. Буськ, нове кладовище                    | 1450            | Розпорядження № 1039, 06.10.1997 |
| 10 | Могила Караффи-Корбут С., української художниці-графіка (пам., ск. І. Микитюк, 2000, лабрадорит)                           | 1924—1996 рр.   | с. Куткір, кладовище                        | 1451            | Розпорядження № 236, 11.03.2001  |
| 11 | Пам'ятник на честь скасування панщини (1989, вапняк)                                                                       | 1848 р.         | с. Задвір'я                                 | 1452            | Розпорядження № 528, 19.07.1995  |
| 12 | Пам'ятник на честь скасування панщини (1989, камінь)                                                                       | 1848 р.         | с. Кудирявці, біля автобусної зупинки       | 1453            | Розпорядження № 528, 19.07.1995  |
| 13 | Пам'ятник на честь скасування панщини (1990, вапняк)                                                                       | 1848 р.         | с. Кути                                     | 1454            | Розпорядження № 528, 19.07.1995  |
| 14 | Пам'ятник Чаплі А., воїну УПА (1994, мармурова крихта)                                                                     | 1950 р.         | с. Ожидів                                   | 1455            | Розпорядження № 528, 19.07.1995  |